# Мусюршорское нефтяное месторождение
Мусюршорское нефтяное месторождение открыто в Архангельской области в России в 1983 году.
При опробовании кровли верхнедевонских рифогенных известняков в скважине № 30 Сандивейская в интервале 2914—2950 м был получен фонтанный приток нефти дебитом 1 420 м3/сут. через 24 мм штуцер. Из-за катастрофического поглощения бурового раствора в интервале 2 918 м бурение скважины было прекращено. Для вскрытия полной мощности продуктивных отложений с основания скважины № 30 пробурена поисковая скважина № 60 Мусюршорская глубиной 3720 м. Месторождение находится в промышленной разработке.

## Географическое расположение
Географически месторождение расположено в центральной части Хорейверской низменности в верховье р. Сандивей, на расстоянии 42 км к северо-востоку от разрабатываемого Восточно-Харьягинского месторождения, в 25 км юго-западнее поселка Хорей-Вер и административно подчиняется Ненецкому автономному округу Архангельской области Российской Федерации. В тектоническом отношении месторождение расположено в пределах Сандивейского поднятия центральной части Хорейверской впадины.

## Характеристики
В процессе доразведки месторождения были открыты еще три залежи нефти, представляющие на сегодня самостоятельные объекты разработки. Все залежи нефти Мусюршорского месторождения массивного сводового типа, контролируются двумя куполами (северным и южным), и приурочены к рифогенным пористо-кавернозным карбонатным отложениям нижнефаменского подъяруса верхнего девона, и неравномерно-глинистым трещинно-поровым известнякам верхнего карбона и ассельско-сакмарского ярусов нижней перми.
Эксплуатируется ООО «НК „Северное сияние“».